# Horse Feathers
Horse Feathers is een Amerikaanse filmkomedie uit 1932 onder regie van Norman Z. McLeod. Het was de vierde film van The Marx Brothers.

## Verhaal
De nieuwe president van Huxley College hoopt dat met zijn aantreden zijn zoon eindelijk van de universiteit van afgaan. Zijn zoon spendeert zijn tijd aan een weduwe. Zijn vader pikt twee studenten op in een bar en schrijft hen in voor het footballteam.

## Rolverdeling
| Acteur           | Personage                   |
| ---------------- | --------------------------- |
| Groucho Marx     | Prof. Quincy Adams Wagstaff |
| Harpo Marx       | Pinky                       |
| Chico Marx       | Baravelli                   |
| Zeppo Marx       | Frank Wagstaff              |
| Thelma Todd      | Connie Bailey               |
| David Landau     | Jennings                    |
| Florine McKinney | Peggy Carrington            |